# 柯氏潛鎧蝦
柯氏潛鎧蝦是生活在深海的一種鎧甲蝦，顧名思義這種蝦有著與鎧甲一樣堅硬的殼。

## 棲息地分布
俾斯麥群島、臺灣東北與西南部、沖繩海槽。

## 體型
頭胸甲由一邊至另一邊、前方置後方略凸，背面無溝，側緣為光滑的凸起冠狀，有許多中等大小朝向前方的刺，鰓區前面的刺有時比其他更明顯；不可動的眼柄與角膜位於腹面；第一步足強壯寬扁，固定指腹面有縱的凹洞；第二至第四步足肥碩略扁，指節具有密集的剛毛；第三顎足和第一至第三步足有短的上肢；第一顎足無細毛。 身體整體呈象牙白；長且硬的剛毛成淺棕色；腹面稠密羽狀細毛為濁白色。